# زنجیره دریاچه‌ها (مینیاپولیس)
زنجیره دریاچه‌ها محلی در مینیاپولیس، مینه‌سوتا، ایالات متحده است. این منطقه یکی از مناطق هفت‌گانه سر سبز است که دور تا دور مینیاپولیس را احاطه نموده است. زنجیره دریاچه‌ها به شکل مجموعه‌ای از پارک‌ها شکل یافتند که در اوایل قرن بیستم و در زمانی که شهر جوان زمین‌های اطراف دریاچه‌ها را خریداری نمود و لقب شهر دریاچه‌ها را به خود گرفت. عبارت زنجیره دریاچه‌ها به قرن نوزدهم بازمی‌گردد که می‌گوید زنجیر دریاچه‌ها که مانند گردنبندی از الماس در ست زمرد مینیاپولیس را پر بها می‌کند.
منطقه زنجیر دریاچه‌ها از دریاچه هریت، لیندیل پارک، لیندیل فارم‌استید، دریاچه کالهون، دریاچه آیلز، دریاچه سدار، و دریاچه براونی تشکیل یافته‌است.